# Swimming in the Stars
Singles de Britney Spears
Mood Ring
(2020) Matches
(2020)
Swimming in the stars est un single de l'artiste pop américaine Britney Spears. Le titre sort le 2 décembre 2020 à l'occasion de son anniversaire mais a été initialement enregistré en 2016.